# ژراوینی
ژراوینی (به لاتین: Žeraviny) یک منطقهٔ مسکونی در جمهوری چک است که در شهرستان هودونین واقع شده‌است. ژراوینی ۲٫۳۱ کیلومتر مربع مساحت و ۲۰۰ نفر جمعیت دارد و ۱۸۷ متر بالاتر از سطح دریا واقع شده‌است.